# Northfield (Nou Hampshire)
Northfield és una població dels Estats Units a l'estat de Nou Hampshire. Segons el cens del 2000 tenia 4.548 habitants.

## Demografia
Segons el cens del 2000, Northfield tenia 4.548 habitants, 1.706 habitatges, i 1.211 famílies. La densitat de població era de 61 habitants per km².
Dels 1.706 habitatges en un 38,1% hi vivien nens de menys de 18 anys, en un 53,6% hi vivien parelles casades, en un 11,5% dones solteres, i en un 29% no eren unitats familiars. En el 20,2% dels habitatges hi vivien persones soles el 7,1% de les quals corresponia a persones de 65 anys o més que vivien soles. El nombre mitjà de persones vivint en cada habitatge era de 2,63 i el nombre mitjà de persones que vivien en cada família era de 3,03.
Per edats la població es repartia de la següent manera: un 27,9% tenia menys de 18 anys, un 7,8% entre 18 i 24, un 32% entre 25 i 44, un 23,6% de 45 a 60 i un 8,7% 65 anys o més.
L'edat mediana era de 36 anys. Per cada 100 dones de 18 o més anys hi havia 95,4 homes.
La renda mediana per habitatge era de 44.333$ i la renda mediana per família de 48.787$. Els homes tenien una renda mediana de 33.051$ mentre que les dones 25.000$. La renda per capita de la població era de 18.466$. Entorn del 0,9% de les famílies i el 3,9% de la població estaven per davall del llindar de pobresa.